# Římskokatolická farnost Horní Cerekev
Římskokatolická farnost Horní Cerekev je územním společenstvím římských katolíků v rámci pelhřimovského vikariátu českobudějovické diecéze.

## O farnosti

### Historie
Plebánie v Horní Cerekvi existovala již ve 13. století. Původní zdejší kostel byl, jak svědčí jméno Cerekev, dřevěný, již ve 14. století však již byl zděný. Ve farnosti působil jako duchovní správce církevní historik Jaroslav Kadlec, rodák z blízké Dolní Cerekve (farnost Dolní Cerekev patřila původně do českobudějovické diecéze, v roce 2011 pak byla převedena do brněnské diecéze).

### Současnost
Farnost má sídelního duchovního správce, který je zároveň administrátorem ex currendo ve farnostech Počátky a Rynárec.
| Fotografie | Kostel                        | Místo         | Bohoslužba                | Bohoslužba             | Poznámka         |
| ---------- | ----------------------------- | ------------- | ------------------------- | ---------------------- | ---------------- |
|            | Kaple                         | Černov        | neslouží se pravidelně    | neslouží se pravidelně | obecní kaple     |
|            | Kostel Zvěstování Panny Marie | Horní Cerekev | neděle úterý pátek sobota | 10.30 18.00            | farní kostel     |
|            | Kostel sv. Jana Křtitele      | Horní Cerekev | neslouží se pravidelně    | neslouží se pravidelně | hřbitovní kostel |
|            | Kaple                         | Horní Ves     | neslouží se pravidelně    | neslouží se pravidelně | obecní kaple     |
|            | Kaple                         | Nová Buková   | neslouží se pravidelně    | neslouží se pravidelně | obecní kaple     |
|            | Kaple                         | Turovka       | neslouží se pravidelně    | neslouží se pravidelně | obecní kaple     |